# Kanton Esch an der Alzette
Kanton Esch an der Alzette (francouzsky Canton d'Esch-sur-Alzette, německy Kanton Esch an der Alzette, lucembursky Kanton Esch-Uelzecht) je kanton v Lucembursku. Správním střediskem kantonu je město Esch-sur-Alzette.

## Geografie a populace
Rozkládá se na jihu země. Na severu hraničí s kantony Capellen a Lucemburk a na východě s kantonem Remich. Na jihu sousedí s francouzským regionem Grand Est a na západě s belgickou provincií Lucemburk.
Kanton má rozlohu 242,77 km² a žije v něm celkem 167 955 obyvatel (2016); je nejlidnatějším kantonem v zemi. Je složen ze 14 obcí:
- Bettemburg (10 400)
- Differdingen (24 805)
- Dudelange (20 003)
- Esch-sur-Alzette (33 939)
- Frisingen (4 344)
- Kayl (8 247)
- Leudelingen (2 445)
- Monnerich (6 510)
- Petingen (17 973)
- Reckingen/Mess (2 304)
- Roeser (5 891)
- Rümelingen (5 422)
- Sassenheim (15 748)
- Schifflingen (9 924)